# Road to A
『Road to A』（ロード トゥ エー）は、Travis Japanの1枚目となるフルアルバム。2023年12月20日にユニバーサル ミュージックジャパンより発売された。本項では2024年2月12日に配信リリースされた『Road to A -Global Edition-』についても扱う。

## 概要

### Road to A
本作の発売はTravis Japanのデビュー1周年記念日である2023年10月28日朝に告知され、同日17:00よりロサンゼルスから生配信された「Travis Japan【祝デビュー１周年記念生配信】みんなで一緒に乾杯しよ」の中でさらに詳しく発表された。2022年に配信グローバルデビュー後初のフィジカル&デジタル同時発売作品となり、初回T盤、初回J盤、通常盤、FC限定盤の4形態で発売された。通常盤は12月20日午前0時から配信でもリリースされ、プレオーダーもしくはバンドルダウンロードするとオリジナルデジタルブックレット（20ページ）がもらえるキャンペーンも同日12時からスタートした。初回J盤は台湾でも台湾現地盤として2024年1月上旬に発売された。
タイトルの「Road to A」はメンバーが考案したもので、「Road to Authenticity」を省略した名称である。"Road to"は、Travis Japanが歩んできた道・これから歩む道を表現しており、"Authenticity"には「信憑性、信頼性、真正性、本物・真実であること」という意味がある。“エンターテインメントの真髄”を追い求めるTravis Japanの所信表明、およびこのアルバムがこれまでの嘘偽りのないグループの全てを詰め込んだ集大成であり、現時点の本物のエンターテイメントであるという思いが込められている。また、アルファベットの最初の文字である"A"には、常に原点を探す旅を続けたいという意味も込められた。
各形態共通でデビュー以降に発売されたシングル曲「JUST DANCE!」「Moving Pieces」「Candy Kiss」の他に、メンバーの松田元太主演のテレビドラマ『結婚予定日』の主題歌となった「99 PERCENT」、EP作品である『Moving Pieces EP』に収録されている楽曲などを含めた全17曲が収録される。加えて初回J盤にはジュニア時代の楽曲の中からメンバーが選んだ楽曲を8曲、通常盤にはグローバルデビューのきっかけとなった番組『America's Got Talent』で披露した「My Dreamy Hollywood」と「PARTY UP LIKE CRAZY」の2曲が追加収録された。FC限定盤にはユニット曲3曲が収録されているが、ユニット分けは川島如恵留が企画したもので、ユニット曲とユニットメンバーが発表された際には関連ワードがSNSで複数トレンド入りした。その他、初回J盤に収録されているものとは異なるロングイントロバージョンの「夢のHollywood ‐Since 2017.11.19-」が収録されている。英語詞の作品が多く、明るくダンサブル、ポップで多彩な楽曲が取り揃えられた。
初回T盤、FC限定盤にはそれぞれDVD若しくはBlu-rayが付属し、初回T盤にはシングル曲のミュージック・ビデオを初めとした8種の映像が、FC限定盤にはユニット曲のレコーディング風景を収めた映像、2023年7月に行われた「Candy Kiss」リリースイベントのビジュアルコメンタリー、バラエティコンテンツ「Drive to A」など全11種の映像が収録されている。
11月17日には「99 PERCENT」にちなみ、足し算・引き算・掛け算・割り算を使用して、答えが"99"になるように空欄を埋めていくゲームエフェクト「Travis Japan 99PUZZLE」がTikTokで公開された。
ゲームをテーマとした楽曲「LEVEL UP」が11月27日よりラジオで解禁。12月1日にはアルバムの発売に先駆けて楽曲が配信された。12月1日午後6時からは応募者全員に「LEVEL UP」オリジナルジャケット写真データがプレゼントされる楽曲のダウンロードキャンペーンが、12月4日正午からは「LEVEL UP」特典映像が視聴できるApple Music/Spotifyの「LEVEL UP」再生キャンペーンがスタートした。12月2日午後9時からは｢LEVEL UP｣ MV Short ver.がYouTubeでプレミア公開され、2024年2月19日には「LEVEL UP（Sam Feldt Remix）」のダンス・ビデオも公開された。
アルバムリリースを記念し、「LEVEL UP」のMVからインスパイアされたゲーム型TikTokエフェクト「TJ SpeedRacer:Road to A」も登場した。
本作を引っ提げた全国ツアー「Travis Japan Concert Tour 2024 "Road to Authenticity"」が2024年1月4日から行われ、総合演出を川島が務めた。また、3月17日に大阪、3月31日に東京でTravis Japan初のハイタッチ会＆イベントが開催された（CD付属のシリアルコードで応募した者の中から抽選）。

### Road to A -Global Edition-
2024年2月12日、『Road to A』の日本語詞のオリジナル曲全13曲を全編英語詞として再収録し、新たにオランダ出身のDJ・EDMプロデューサー・Sam Feldtがremixを手がけた「LEVEL UP（Sam Feldt Remix）」を20曲目に収録したアルバム『Road to A -Global Edition-』が2月12日に配信リリースされた。ジャケット写真はがオレンジベースのデザインだった「Road to A」に対し、ブラックベースとなっている。発売日には「99 PERCENT -Eng Ver.-」のダンスビデオが合わせて公開され、特設サイトでは、海外のリスナーに向けたアルバムのライナーノーツも公開された。
現地ショーケースとして2月28日にタイのセントラル・ワールドで『Road to Thailand』、3月3日に香港のAIRSIDEで『Road to Hong Kong』と題したイベントを開催。現地メディアにのインタビューに応じ、抽選で当選した現地ファンに対し、パフォーマンスを披露した。
9月3日・4日の台北公演を皮切りに、自身初となるワールドツアー「Travis Japan World Tour 2024 Road to A」が開催される。

## 特典
封入特典
ディスプレイの人物に話かけるだけで、実際に本人と対話しているかのような対話体験ができる国内初となるシステム"AI"Travis Japanと会話できる「Talk with」が全形態（初回プレスのみ）に封入される。体験期間：2023年12月19日13:00 - 2024年2月7日18:00。
- 初回T盤：「Talk With」シリアルコード、32Pフォトブック
- 初回J盤：「Talk With」シリアルコード、40Pフォトブック
- 通常盤：「Talk With」シリアルコード、28Pフォトブック、スペシャルスリーブ（初回プレスのみ）
- FC限定盤：「Talk With」シリアルコード、40Pフォトブック、オリジナルポーチ

先着外付け特典
- 初回T盤：クリアポスター（B4）、「Road to A」発売記念イベント&ハイタッチ会応募用シリアルコード
- 初回J盤：ステッカーシート（A6）、「Road to A」発売記念イベント&ハイタッチ会応募用シリアルコード
- 通常盤：トレーディングカード7種セット、「Road to A」発売記念イベント&ハイタッチ会応募用シリアルコード
- FC限定盤：フォトカード（A6）、「Road to A」発売記念イベント&ハイタッチ会応募用シリアルコード

## 収録曲
クレジット出典：

### CD
1-17曲目は全形態共通。18、19曲目は通常盤のみ収録。

#### Disc1
1. JUST DANCE!
作詞・作曲：Stephen Ellrod、Sam Bergeson、Tim Rieh / 編曲：Stephen Ellrod
2022年10月28日に発売されたデジタル・デビュー・シングル
2. LEVEL UP
作詞：Sam Bergeson、Austin Goodloe、Dan Pellarin、Andrew Stoelzing / 作曲：Sam Bergeson、Austin Goodloe / 編曲：Sam Bergeson
日本の象徴的なゲームシーンにインスパイアされた作品で、楽曲にもゲーム音が使用されている[24]。MVにはバイクゲームのバイカー、ダンスゲームのダンサー、ファイティングゲームのファイターゲームのファイターなどキャラクターに扮したメンバーが登場し[32]、KAITAが担当した[34]ダンスの振付にもゲームの要素が取り入れられている[24]。2月19日に公開されたダンスビデオ「LEVEL UP (Sam Feldt Remix) 」も[34]同じくKAITAがリミックス音源用に新たに振り付けたが、オリジナルと比べると倍速に近いダンスとなっている[48]。
3. 99 PERCENT
作詞・作曲・編曲：PURPLE NIGHT
松田元太主演・毎日放送ドラマ特区『結婚予定日』主題歌[49]。
「ナインティナイン パーセント」と読む[50]。歌い出しの「DUMDIGI DUM」が「トンチキトン」に聞こえることからファンの間で「トンチキ曲」とも呼ばれる[51]。
YUMERIが振付し、東京の夜景をバックに踊るダンスビデオが2023年9月21日午後7時にYouTubeでプレミア公開され[50]、『Road to A -Global Edition-』が配信リリースされた2024年2月12日には「-Eng Ver.-」のダンスビデオも公開された[38]。
4. Okie Dokie!
作詞：Shintaro Yasuda、原田卓也、Steven Lee、SQVARE / 作曲：Shintaro Yasuda、原田卓也 / 編曲：Shintaro Yasuda
MVはロサンゼルスで、ストリートで自信や成長、スタジアムでこれからの発展をテーマに撮影された[23]。地元警察協力のもと公道で踊ったり、このMVのために用意されたお揃いのスタジャンを着て高校のグラウンドやアメフト部のロッカールームで踊ったりと、ダンスシーンの撮影は50テイクを超えたという[23]。振付はShiggyとYuta Nakamura、監督はKeisuke Nakashimaが務めた[23]。2023年12月20日0時にオフィシャルYouTubeチャンネルでMVがプレミア公開され[23]、2024年1月28日には同じくロサンゼルスで撮影されたダンスビデオも公開された[37]。
5. Charging!
作詞：ASIL / 作曲・編曲：Peter Nord
カゴメ野菜飲料「あざやかに、生きよう」篇CMソング[52]
6. DRIVIN' ME CRAZY
作詞：小林光明 / 作曲：P3AK、Christofer Erixon / 編曲：P3AK
豪快なファンクナンバー[29]。
7. Love Tag
作詞：June（Korea）、D&H / 作曲：Avenue 52、Dan Tudor-Price、SQVARE / 編曲：DTP
8. Swing My Way
作詞：June（Korea）、D&H / 作曲・編曲：Josef Melin
9. Till The Dawn
作詞：June（Korea）、D&H / 作曲：Erik Lidbom、Alex Karlsson / 編曲：Erik Lidbom
10. Seasons of Gold
作詞：JUN / 作曲：Baby Scent、Zachary Moon、WTAIETM / 編曲：Baby Scent
11. Keep On Smiling
作詞：FUNK UCHINO、June（Korea）、Nelson Babin-Coy / 作曲・編曲：Erik Lidbom
ロゼット「笑顔、ずっと、つづけ」篇CMソング[53]
12. Candy Kiss
作詞・作曲：Edvard Forre Erfjord、Koda、Sakima / 編曲：Edvard Forre Erfjord
2023年7月3日に発売された3作目のデジタルシングル
13. Moving Pieces
作詞・作曲・編曲：Jason Poo Bear Boyd、The Audibles
2023年5月15日に発売された2作目のデジタルシングル
14. Turn Up The Vibe
作詞：June（Korea）、D&H / 作曲：Avenue 52、SQVARE、Koh Seong Jin、Seo Hyun June / 編曲：Koh Seong Jin
15. King of the Jungle
作詞：小林光明 / 作曲：Christofer Erixon、Josef Melin / 編曲：Josef Melin、Karrinator
16. So Sunday
作詞：FUNK UCHINO / 作曲・編曲：Erik Lidbom
17. Still on a journey
作詞：JUN、FUNK UCHINO、D&H / 作曲：Sebastian Thott、Christian Fast、Gabriel Brandes / 編曲：Sebastian Thott
bior organics「オーガニックアクアエアレスクッション」CMソング[54]
18. My Dreamy Hollywood ※通常盤のみ
作詞：ma-saya、AIJ / 作曲・編曲：Josef Melin
19. PARTY UP LIKE CRAZY ※通常盤のみ
作詞：Steven Lee / 作曲：原田卓也、Steven Lee / 編曲：原田卓也

#### Disc2

##### 初回J盤
メンバーが選曲したメジャーデビュー前のジュニア時代の楽曲を収録。
1. 夢のHollywood
作詞：ma-saya / 作曲・編曲：Josef Melin
2. Lock Lock
作詞：MiNE / 作曲：O-BANKZ、Christofer Erixon、Erik Lidbom / 編曲：O-BANKZ
3. Happy Groovy (Jazz ver.)
作詞：春和文 / 作曲：Didrik Thott、TAKAROT / 編曲：久下真音
4. The Show
作詞：HIKARI / 作曲：SAMDELL、HIKARI / 編曲：SAMDELL、A.K.Janeway
5. Together Now
作詞：小林光明 / 作曲：Fredrik "Figge" Bostrom、Kenichi Sakamuro / 編曲：Kenichi Sakamuro
6. Talk it! Make it!
作詞：小林光明 / 作曲・編曲：Josef Melin
7. BIG BANG BOY
作詞：麦野優衣 / 作曲：Peter Nord / 編曲：Peter Nord、川口進
8. Unique Tigers
作詞：Travis Japan / 作曲・編曲：A.K.Janeway

##### FC限定盤
1. Day Off ‐ 宮近海斗・川島如恵留
2. Paranoia - 中村海人・七五三掛龍也・吉澤閑也
3. Bro:) - 松田元太・松倉海斗
4. 夢のHollywood ‐Since 2017.11.19-

### Blu-ray / DVD

#### 初回T盤
約90分収録。
1. JUST DANCE! -Video Clip-
2. Moving Pieces -Video Clip-
3. Candy Kiss -Video Clip-
4. LEVEL UP -Video Clip-
5. Okie Dokie! -Video Clip-
6. 99 PERCENT -Dance Performance Video-
7. Road to A -Behind the scenes -
8. Travis Japan’s House -1st Anniversary-
メンバーそれぞれが写真を持ち寄りデビューからの1年間を振り返るトーク企画映像[56]。

#### FC限定盤
1. JUST DANCE! -Video Clip-
2. Moving Pieces -Video Clip-
3. Candy Kiss -Video Clip-
4. LEVEL UP -Video Clip-
5. LEVEL UP -Dance Video-
6. LEVEL UP -Behind the scenes-
7. Okie Dokie! -Video Clip-
8. 99 PERCENT -Dance Performance Video-
9. Day Off,Paranoia,Bro:) -Recording behind the scenes ‐
10. Candy Kiss Release Party ‐ビジュアルコメンタリー‐
2023年7月に開催されたリリースイベントのビジュアルコメンタリー[31]。
11. Drive to A
メンバーとのドライブデートを疑似体験できる[31]。

## チャート成績
オリコンチャートでは初週15.3万枚を売り上げ、2024年1月1日付「オリコン週間アルバムランキング」で初登場1位を獲得。「オリコン週間合算アルバムランキング」でも16.3万PTを記録し、グループ初の1位を獲得した。内訳は、CDが15.3万枚を売り上げ15.3万PTを記録、デジタルアルバムが0.8万PT、ストリーミングが0.1万PTであった。また、「週間アルバムランキング」、「週間デジタルアルバムランキング」、「週間合算アルバムランキング」で1位を獲得したことにより、「オリコン週間音楽ランキング」3冠を達成した。
Billboard JAPANでは売上17万2596枚でアルバム・セールス・チャート"Top Albums Sales"1位、そしてダウンロード数7412DLでダウンロード・アルバム・チャート"Download Albums"1位の2冠を達成し、総合アルバム・チャート"Hot Albums"で首位を獲得した。また、ダウンロード・アルバム・チャート"Download Albums"は「Global Edition」の配信により、ダウンロード数4657DLで2024年2月21日に8週ぶりの首位を獲得した。
海外でもインドネシア・フィリピン・台湾・フィンランドなど5つの国と地域でiTunes All Genresで1位となり、その他の国と地域でも上位5位までにチャートインした。